# Samsung Galaxy A31
El Samsung Galaxy A31 es un teléfono inteligente Android de gama media desarrollado por Samsung Electronics como parte de su línea de teléfonos inteligentes de la serie A 2020. Se anunció el 24 de marzo de 2020 y se lanzó por primera vez el 27 de abril de 2020 como el sucesor del Galaxy A30 y A30s. El teléfono viene preinstalado con Android 10 y la superposición de software personalizada One UI 2.1 de Samsung.

## Especificaciones

### Hardware[4]
El panel FHD Super AMOLED de 6.4 pulgadas del teléfono tiene una relación pantalla-cuerpo de 84.9% y una relación de aspecto de 20:9 para igualar la de otros teléfonos Samsung vendidos en 2020. Un lector óptico de huellas dactilares debajo de la pantalla reemplaza al que se encuentra en la parte trasera de los modelos A30 anteriores.
El nuevo sistema de cámara trasera en forma de L (similar a los que se ven en los teléfonos Samsung más nuevos) utiliza cuatro cámaras, un sensor principal de 48 MP con una apertura f/2.0, una lente ultra ancha de 8 MP con un campo de visión de 123° y una cámara macro y de profundidad de 5 MP, ambas con una apertura de f/2.4. Un recorte de pantalla en forma de U alberga una única lente de cámara selfie de 20 MP. Los sistemas de cámara frontal y trasera son capaces de grabar vídeos a un máximo de 1080p a 30 fps.
También se admite una gran batería de 5000 mAh con cargador rápida de 15 vatios.
Los clientes, según la región, pueden elegir entre una gama de nuevas selecciones de colores, como Prism Crush Black, Prism Crush Blue, Prism Crush Red y Prism Crush White.

### Software
Fue estrenado con Android 10 pero actualmente el teléfono viene con Android 12 y la superposición de software personalizada One UI 4.1 de Samsung, siendo esta la última versión de Android que recibirá el dispositivo. Dependiendo de la región puede admitir pagos NFC sin contacto a través de Samsung Pay y otras aplicaciones de pago que se pueden instalar por separado.
La experiencia del software es comparable a la de otros dispositivos Samsung 2020, y cuenta con muchas de las ventajas de software que ofrecen los dispositivos Samsung más costosos, como Edge Screen y Edge Lighting.
Como con la mayoría de los otros teléfonos Samsung lanzados durante 2020, se puede acceder a la opción Link to Windows de la asociación Microsoft-Samsung que viene de serie, en el panel de notificaciones de Android.
Teniendo en cuenta el programa de actualización de software más reciente de Samsung, el teléfono debería ser elegible para dos actualizaciones importantes de Android.

## Recepción
El Samsung Galaxy A31 recibió críticas mixtas y la mayoría de los críticos elogiaron la pantalla brillante, la excelente duración de la batería, el software y la calidad general de construcción. Criticaron el rendimiento en relación con la competencia principal del celular, la mala calidad de la cámara del celular y la falta de un modo nocturno y varias otras características de la cámara. Los revisores también se mostraron reacios a recomendar el dispositivo considerando que incluso en la propia serie A de gama media de Samsung, uno podría obtener un mejor paquete general gastando un poco más de dinero.